# Forskalia formosa
Forskalia formosa är en nässeldjursart som beskrevs av Wilhelm Moritz Keferstein och Ehlers 1860. Forskalia formosa ingår i släktet Forskalia och familjen Forskaliidae. Inga underarter finns listade i Catalogue of Life.